# اکبر پوده
اکبر پوده (۱۳۱۰ پوده (دهاقان)، ۱۳۹۱ تهران) دوچرخه‌سوار اهل ایران بود. او در رقابت‌های انفرادی جاده و تایم‌تریل تیمی در بازی‌های المپیک تابستانی ۱۹۶۴ شرکت داشت. اول در ۲۲ اسفند ۱۳۱۰ به دنیا آمد و در ۳ تیر ۱۳۹۱ درگذشت و در قطعه نام‌آوران بهشت زهرا به خاک سپرده شد.